# Anmary
Anmary, de son vrai nom Linda Amantova, née le 3 mars 1980 en Lettonie, est une chanteuse lettone d'origine russe.

## Biographie
Elle est diplômée de l'Académie lettone de musique Jāzeps Vītols. 
Le 18 février 2012, elle est choisie pour représenter la Lettonie au Concours Eurovision de la chanson 2012 à Bakou, en Azerbaïdjan avec la chanson Beautiful Song (Belle chanson).

## Discographie
- Sunny Sense
- Mash Mash
- Reality
- Policistas